# Jesús de Tavarangüe

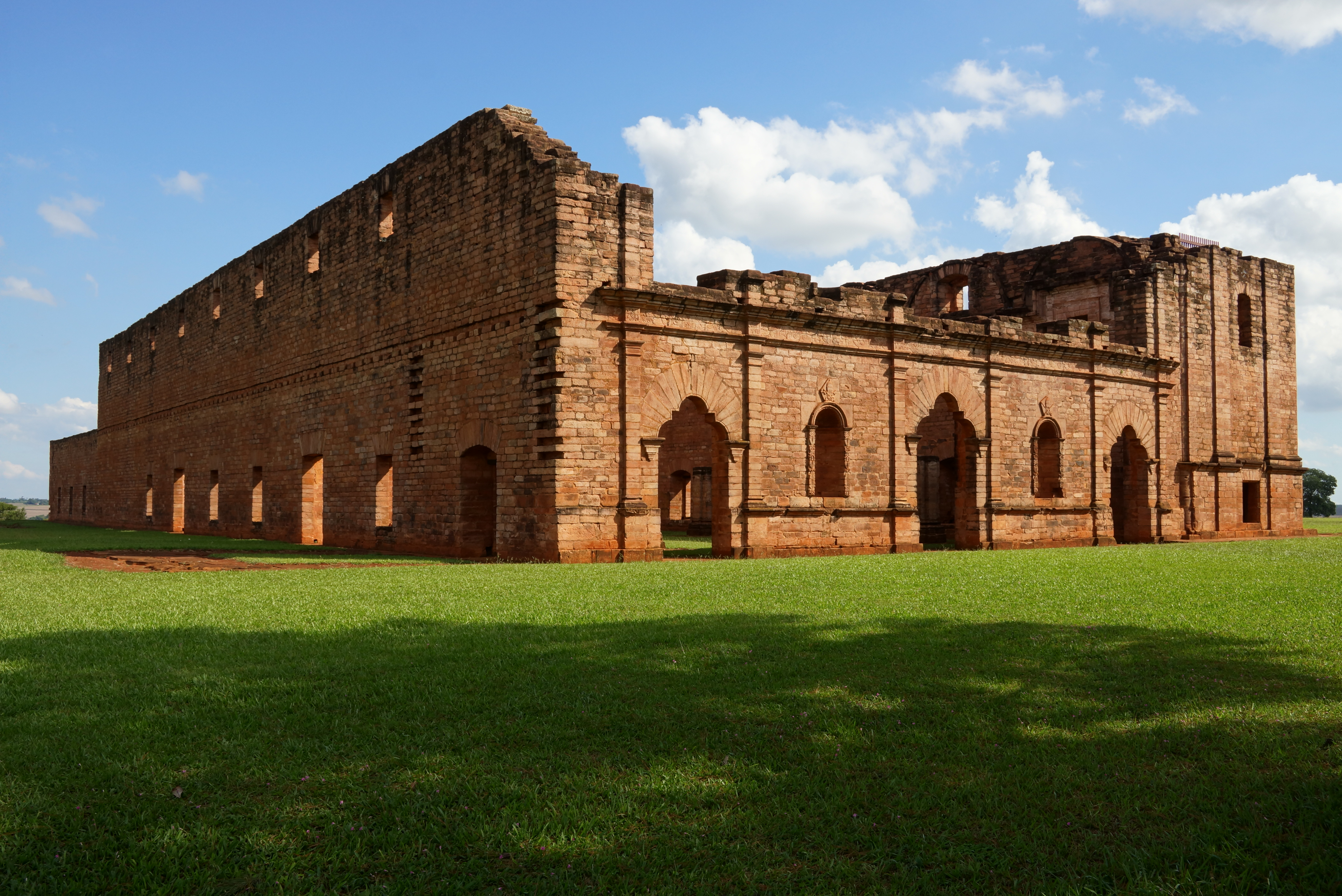
Kathedrale von Jesús de Tavarangüe

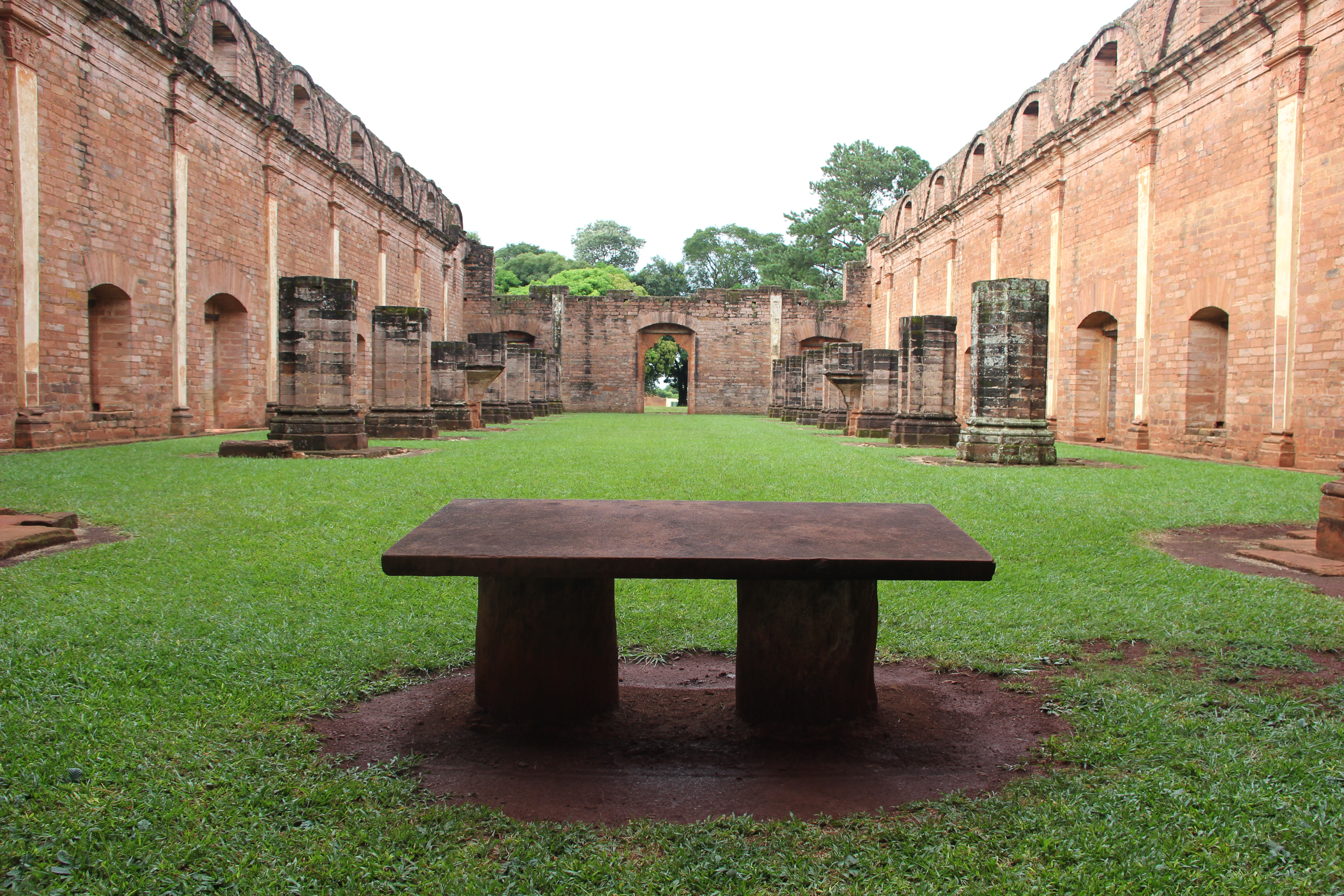
Innenraum

Jesús de Tavarangüe, gelegen im Südosten Paraguays etwa 10 km nordwestlich von Trinidad, ist eine ehemalige Jesuitenreduktion im Distrikt Jesús.
Das Dorf wurde bereits 1685 gegründet – erst im Jahr 1763 ließen sich dort Jesuiten nieder. Von ihnen wurde eine imposante Kirche mit Sakristei, Taufbecken und Wohnhäusern errichtet. Schon bald nach der Errichtung wurden die Jesuiten aber verdrängt und die Mission verlassen. Das anliegende Dorf besteht hingegen noch heute und hat etwa 2500 Einwohner.
Im Jahr 1993 wurde Jesús de Tavarangüe gemeinsam mit der Jesuitenreduktion La Santísima Trinidad de Paraná von der UNESCO zum Weltkulturerbe erklärt.